# Maria Boodschapkerk (Goirle)

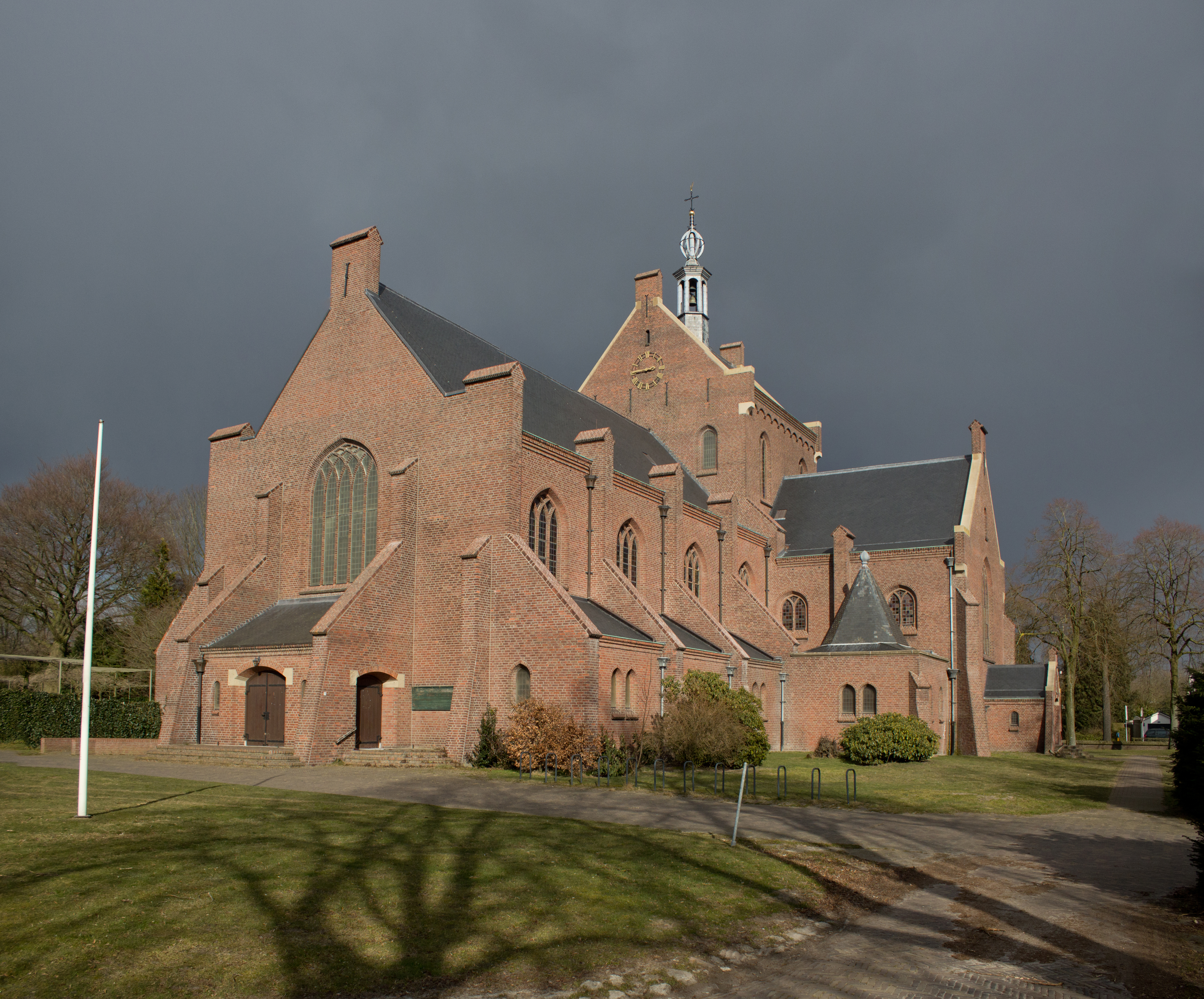
Maria Boodschapkerk

De Maria Boodschapkerk is een voormalige parochiekerk in de Noord-Brabantse plaats Goirle. Het kerkgebouw is gelegen aan de Van Malsenstraat 11.

## Geschiedenis
Deze kerk werd gebouwd in 1939-1940 naar ontwerp van Kees de Bever voor de tweede parochie van Goirle. In 2000 fuseerden de drie toenmalige parochies in Goirle tot één parochie. 
In 2010 werd de kerk onttrokken aan de eredienst. De kerkruimte werd daarna nog tijdelijk verhuurd aan de plaatselijke toneelvereniging, om vanaf 2023 te worden verbouwd tot appartementen.

## Gebouw
Het betreft een bakstenen basilicale kruiskerk in de stijl van de Delftse School en vormgegeven als een christocentrische kerk met verhoogd koor waarop zich een torentje bevindt.